# Charles-Olivier Hucher
 (septembre 2024).
Si vous disposez d'ouvrages ou d'articles de référence ou si vous connaissez des sites web de qualité traitant du thème abordé ici, merci de compléter l'article en donnant les références utiles à sa vérifiabilité et en les liant à la section « Notes et références ».
Charles-Olivier Hucher est un homme politique français né le 26 décembre 1847 à Fontaine-Bonneleau (Oise) et décédé le 19 janvier 1921 à Paris.

## Biographie
Propriétaire terrien et négociant en charbon, Olivier Hucher est président du Tribunal de commerce de Beauvais, et s'engage en politique dans les années 1880.
Conseiller municipal de 1884 à 1888, il est choisi comme chef de file des conservateurs et républicains modérés, alors dans l'opposition municipales, pour les élections de 1896.
Élu (2 088 voix contre 1 711 à la liste radicale) maire de Beauvais en 1896, réélu jusqu'en 1908, il mène une politique de réconciliation des Beauvaisiens, fortement divisés, comme beaucoup de français, entre catholiques et anticléricaux. Il fait revenir le clergé local aux fêtes traditionnelles (notamment celle de l'assaut), mais ne peut faire grand-chose lorsque le nouvel évêque, Péronne[Lequel ?], est rejeté par les milieux conservateurs locaux, car suspect de sympathies républicaines. Il sait, cependant, faire appliquer avec modération la loi de séparation des Églises et de l'État, qui créa beaucoup de heurts ailleurs en France.
La popularité d'Olivier Hucher, très forte au début de ses mandats, se dégrade ensuite, notamment parce que la pause fiscale qu'il a promise, et qu'il met en œuvre, limite considérablement les capacités d'intervention de la municipalité, et que la ville s'enfonce dans un certain immobilisme.
Candidat aux législatives en 1897 (élection partielle), 1898 et 1902, il est régulièrement battu par le radical Théodore Baudon.
La poussée de la gauche dans la ville se concrétise en 1908. La liste conservatrice et modérée est battue par celle du Docteur Magnier, et, malgré un écart en voix assez faible (une centaine de voix sur plus de 4 000 exprimés), seul Olivier Hucher sauve son siège, les 26 autres conseillers municipaux appartenant à la nouvelle majorité radicale.
Paradoxalement, Olivier Hucher prend sa revanche lors des législatives de 1910 où sous les couleurs de la Fédération républicaine, profitant de la poussée socialiste qui divise la gauche, il parvient à ravir son siège au radical Baudon, mais ne peut reconquérir la mairie de Beauvais en 1912, et perd son siège de député en 1914.
En 1919, il profite de la poussée à droite pour revenir au Palais-Bourbon, où il siège au sein du groupe de l'Entente républicaine démocratique. Il meurt en cours de mandat.